# Copa de Honor 1905 (Uruguay)
La Copa de Honor 1905 fue la edición inaugural de esta competencia organizada por la Liga Uruguaya de Football.
El ganador fue Nacional, quien venció en la final a Montevideo Wanderers por 5 a 3, accediendo a la disputa de la Copa de Honor Cusenier frente al campeón de la Copa de Honor argentina.

## Sistema de disputa
Se jugó por eliminación directa a un solo partido.

## Equipos participantes
| Equipo                  | Ciudad     |
| ----------------------- | ---------- |
| Central Uruguay Railway | Montevideo |
| Montevideo Wanderers    | Montevideo |
| Nacional                | Montevideo |

## Fase final

### Cuadro de desarrollo
|  | Semifinales             | Semifinales |                      |          | Final | Final |  |
|  |                         |             |                      |          |       |       |  |
|  |                         |             |                      |          |       |       |  |
|  | Nacional                | 1           |                      |          |       |       |  |
|  | Nacional                | 1           |                      |          |       |       |  |
|  | Central Uruguay Railway | 0           |                      |          |       |       |  |
|  | Central Uruguay Railway | 0           |                      | Nacional | 5     |       |  |
|  |                         |             |                      | Nacional | 5     |       |  |
|  |                         |             | Montevideo Wanderers | 3        |       |       |  |
|  |                         |             | Montevideo Wanderers | 3        |       |       |  |
|  |                         |             |                      |          |       |       |  |
|  |                         |             |                      |          |       |       |  |
|  |                         |             |                      |          |       |       |  |
|  |                         |             |                      |          |       |       |  |

### Semifinal
| 23 de julio | Nacional | 1:0     | Central Uruguay Railway                                                                     | Cancha de Albión, Montevideo |                        |
|             | Céspedes · Carve Urioste · Boutón Reyes · Nebel · Mongay · Falco · Cuadra · Rincón · Rovegno · De Castro · Cordero · De Castro | Reporte | Carbone Irisarri Devicenzi Espinosa Carbone Arímalo Pena Acevedo Camacho Mathersson Camacho | Árbitro(s): Mc Farlane       | Árbitro(s): Mc Farlane |

### Final
| 3 de septiembre | Nacional | 5:3     | Montevideo Wanderers | Cancha de Albión, Montevideo |                   |
|                 | Céspedes · Carve Urioste · Boutón Reyes · Nebel · Mongay · Rovegno · Cuadra · Rincón · Bordabehere · De Castro · Cordero · De Castro · Cordero · Rincón | Reporte | Saporiti · Aphestegouy · Ríos · Piñeyro · Eizaurdia · Sardeson · Le Blas · Miquelerena · Daglio · Peralta · Hernández · Daglio · Le Blas | Árbitro(s): Fones            | Árbitro(s): Fones |

|                              |
|                              |
| Campeón Nacional 1.er título |